# 雷利纳尔斯
雷利纳尔斯，是西班牙加泰罗尼亚巴塞罗那省的一个市镇。总面积18平方公里，总人口396人（2001年），人口密度22人/平方公里。